# غلين هوارد (منافس ألعاب قوى)
غلين هوارد (بالإنجليزية: Glenn Howard)‏ هو منافس ألعاب قوى نيوزيلندي، ولد في 1 أبريل 1976 في كرايستشرش في نيوزيلندا.

## وصلات خارجية
- غلين هوارد على موقع الاتحاد الدولي لألعاب القوى (الإنجليزية)
- غلين هوارد على موقع أوليمبيديا (الإنجليزية)